# Юнія Брута
Юнія Брута (* прибл. 123 до н. е. — після 50 до н. е.) — давньоримська матрона часів пізньої Римської республіки, прихильниця республіканців.

## Життєпис
Походила з патрциіанського роду Юніїв. Донька Децима Юнія Брута Каллаіка, консула 138 року до н. е. Про молоді роки мало відомостей. Приблизно в 15 років вийшла заміж за Гая Клавдія Марцелла, претора 80 року. Мала сина Гая Клавдія Марцелла, консула 50 року до н. е.
Брала активну участь у політичній боротьбі у Римі. Була прихильницею республіканців. Серед багатьох сприяла поверненню Цицерона із заслання. Завдяки репутації гідної жінки здобула повагу серед громадян. Померла після 50 року до н. е.